# Murder Inc. Records
Murder Inc. Records (або The Inc.) — американський лейбл звукозапису, заснований братами Крісом та Ірвом Готті в 1998 році.

## Історія

### Становлення та успіх (1999–2003)
Після допомоги Def Jam з успіхом DMX, Jay-Z і Ja Rule, Рассел Сіммонс дав Ірву Готті власний лейбл під Def Jam. Під час перегляду Biography на A&E на екрані з’явився логотип Murder, Inc., і Ірв Готті вирішив використати грізну назву для свого лейбла, оскільки  хотів випускати вбивчі хіти. У 1999 році Murder Inc. випустили перший альбом Ja Rule Venni Vetti Vecci. Альбом містив хіт-сингл "Holla Holla", який незабаром став платиновим в США, що зробило Ja Rule і Murder Inc. одними з найпопулярніших виконавців і лейблів в індустрії відповідно.
У 2000 році лейбл почав співпрацювати з Lil' Mo, яка записала два популярних хіти з Ja Rule, "Put It on Me" і "I Cry", які ввійшли в другий альбом Джа Рула Rule 3:36. Того ж року Ірв Готті випустив першу збірку Murder Inc. Irv Gotti Presents: The Murderers.
Murder Inc. підпише контракт з Charli Baltimore і Ашанті протягом цього року. Також у 2001 році відносини лейбла з Lil' Mo погіршилася, оскільки її треки, які мали бути випущені на третьому студійному альбомі Джа, були вирізані та/або замінені іншими виконавцями.
Це спричинило незначну ворожнечу з Lil' Mo, оскільки вона розірвала зв’язки з лейблом. Лейбл досяг свого піку з середини 2001 до початку 2003 року. За випуском мультиплатинового альбому Pain Is Love Джа Рула незабаром послідував мультиплатиновий дебют Ашанті, Ashanti, який породив три хіт-сингли в чартах Billboard.
Чарлі Балтімор записала два хіт-сингли того року як з Ашанті, так і з Джа Рулом ("Down Ass Bitch" і "Down 4 U"). Протягом цього часу Murder Inc. почали співпрацювати з Nas, оскільки він співпрацював із двома найкращими виконавцями лейблу (пісня "The Pledge"). Згодом Murder Inc. підпише Боббі Брауна. Наступний альбом Ja Rule The Last Temptation вийшов у 2002 році і став платиновим у США.
3 січня 2003 року в офісах Murder Inc. федеральними агентами було проведено обшук, які намагалися знайти докази того, що Murder Inc.  відмиває гроші для наркоторговця Кеннета "Supreme" Макгріффа. Іншою невдачею, якої зазнав лейбл, була участь його основного виконавця Джа Рула у ворожнечі з репером 50 Cent. Blood in My Eye, п'ятий студійний альбом Джа, випущений у листопаді 2003 року, включав дисс-треки, націлені на 50 Cent, G-Unit, а також на Емінема. Альбом не мав комерційного успіху. Три місяці тому Ашанті досягла більшого успіху самостійно з другим студійним альбомом Chapter II, ставши другим альбомом номер один у її кар'єрі. Чарлі Балтімор не встигла випустити свій альбом, через що вона пішла з лейблу в жовтні 2003 року.

### The Inc. (2003–2008)
4 грудня 2003 року Ірв Готті провів прес-конференцію про останні зміни в Murder Inc., ворожнечі, скандал, розслідування та проблеми Джа Рула. Там Ірв Готті оголосив, що назву Murder Inc. буде змінено на The Inc. У 2004 році Ллойд підписав контракт і випустив свій дебютний альбом Southside.
Згодом Джа Рул повертається з його шостим альбомом R.U.L.E.. Ашанті також випустить свій четвертий студійний альбом Concrete Rose. Обидва альбоми не мали такого успіху, як попередні роботи виконавців.
Наприкінці 2004 року їм наказали покинути офіси Def Jam на час розслідування. Def Jam змусилb їх виконувати свої контракти та випускати збірники; потім їх не підписували повторно. Murder Inc. провели 2005 і частину 2006 року в пошуках контрактів.

### Занепад (2007–2012)
1 серпня 2007 року Джа Рул повернувся на радіо і телебачення на Sucker Free на MTV, де він дебютував своїм синглом "Uh-Ohhh!!" з Ліл Уейном і повернувся до запису музики. Пізніше Ірв Готті дав Ja Rule власний лейбл MPire.
У травні 2009 року Ірв Готті оголосив MTV, що звільняє Ашанті від її контракту з Murder Inc. Через місяць Ллойд — який пропрацював у Murder Inc. 5 років — попросив звільнити його від контракту. Джа Рул пішов з Murder Inc., але сказав, що все ще у хороших стосунках з Ірвом Готті, і вони разом працювали над наступним альбомом, Pain Is Love 2. 

## Виконавці
- Ашанті (2001–2008)
- Black Child (1997–2009)
- Caddillac Tah/Tah Murdah (1999–2006)
- Крістіна Міліан (1999–2003)
- Чарлі Балтімор (2001–2004; 2008–2010)
- Джа Рул (1997 – дотепер)
- Ллойд (2003–2009)
- Ванесса Карлтон (2007)
- Vita (1999–2002)
- Nemesis (1998–2006)

## Релізи
| Альбом |
| --- |
| Venni Vetti Vecci / Ja Rule - Випущений: 1 червня 1999 - Позиції в чартах: #3 US - Сертифікація RIAA: платиновий - Сингли: "Holla Holla", "It's Murda", "Kill 'Em All", "Daddy's Little Baby"        |
| Irv Gotti Presents: The Murderers / The Murderers - Випущений: 21 березня 2000 - Позиції в чартах: #15 US - Сертифікація RIAA: золотий - Сингли: Holla Holla (Remix)                                 |
| Rule 3:36 / Ja Rule - Випущений: 10 жовтня 2000 - Позиції в чартах: #1 US - Сертифікація RIAA: трьох-платиновий - Сингли: "Between Me and You", "Put It on Me", "6 Feet Underground", "I Cry"        |
| Форсаж (саундтрек) / Various Artists - Випущений: 5 червня 2001 - Позиції в чартах: #7 US - Сертифікація RIAAn: платиновий - Сингли: "POV City Anthem", "Furious", "Put It on Me (Remix)"            |
| Pain Is Love / Ja Rule - Випущений: 2 жовтня 2001 - Позиції в чартах: #1 US - Сертифікація RIAA: трьох-платиновий - Сингли: "Livin' It Up", "Always on Time", "Down Ass Bitch"                       |
| Christina Milian / Крістіна Міліан - Випущений: 9 жовтня 2001 (Європа) 15 січня 2002 (Японія) - Позиції в чартах: #23 UK - Сертифікація RIAA: платиновий - Сингли: "AM to PM", "When You Look at Me" |
| Ashanti / Ashanti - Випущений: 2 квітня 2002 - Позиції в чартах: #1 - Сертифікація RIAA: трьох-платиновий - Сингли: "Foolish", "Happy", "Baby"                                                       |
| Irv Gotti Presents: The Inc. / The Inc. Records - Випущений: 2 липня 2002 - Позиції в чартах: #3 US - Сертифікація RIAA: золотий - Сингли: "Ain't It Funny (Murder Remix)", "Down 4 U"               |
| Irv Gotti Presents: The Remixes / The Inc. Records - Випущений: 2 листопада 2002 - Позиції в чартах: #24 US                                                                                          |
| The Last Temptation / Ja Rule - Випущений: 19 листопада 2002 - Позиції в чартах: #4 US - Сертифікація RIAA: дво-платиновий - Сингли: "Thug Lovin'", "Mesmerize", "Murder Reigns"                     |
| Chapter II / Ashanti - Випущений: 1 липня 2003 - Позиції в чартах: #1 US - Сертифікація RIAA: платиновий - Сингли: "Rock Wit U (Awww Baby)", "Rain on Me", "Breakup 2 Makeup"                        |
| Ashanti's Christmas / Ashanti - Випущений: 18 листопада 2003 - Позиції в чартах: #160 US |
| Blood in My Eye / Ja Rule - Випущений: 4 листопада 2003 - Позиції в чартах: #6 US - Сертифікація RIAA: золотий - Сингли: "Clap Back"                                                                 |
| Southside / Lloyd - Випущений: 20 липня 2004 - Позиції в чартах: #11 US - Сингли: "Southside", "Hey Young Girl"                                                                                      |
| Concrete Rose / Ashanti - Випущений: 14 грудня 2004 - Позиції в чартах: #7 US - Сертифікація RIAA: платиновий - Сингли: "Only U", "Don't Let Them"                                                   |
| R.U.L.E. / Ja Rule - Випущений: 8 листопада 2004 - Позиції в чартах: #7 US - Сертифікація RIAA: золотий - Сингли: "Wonderful", "New York", "Caught Up"                                               |
| Exodus / Ja Rule - Випущений: 6 грудня 2005 - Позиції в чартах: #107 US Billboard 200 |
| Collectables by Ashanti / Ashanti - Випущений: 6 грудня 2005 - Позиції в чартах: #59 US - Сингли: "Still On It"                                                                                      |
| Street Love / Lloyd - Випущений: 13 березня 2007 - Позиції в чартах: #2 US - Сертифікація RIAA: золотий - Сингли: "You", "Get It Shawty"                                                             |
| Heroes and Thieves / Vanessa Carlton - Випущений: 9 жовтня 2007 - Позиції в чартах: #44 US - Сингли: "Nolita Fairytale", "Hands On Me"                                                               |
| The Declaration / Ashanti - Випущений: 3 червня 2008 - Позиції в чартах: #6 US - Сингли: "The Way That I Love You", "Good Good"                                                                      |
| Lessons in Love / Lloyd - Випущений: 5 серпня 2008 - Позиції в чартах: #7 US - Сингли: "How We Do It (Around My Way)", "Girls Around the World"                                                      |